# 加爾各答體育會
加爾各答體育會(Atlético de Kolkata) (是一支位於西孟加拉加爾各答的印度超級聯賽加盟球隊。球隊於2014年5月7日成立，並且是印超聯的創始球隊之一。球隊的名字來自西甲的馬德里體育會，亦是他們的擁有人之一。加體會贏得首屆印超聯冠軍，他們在決賽以1:0擊敗可拉拉爆破手而贏得冠軍。